# Cochinchina

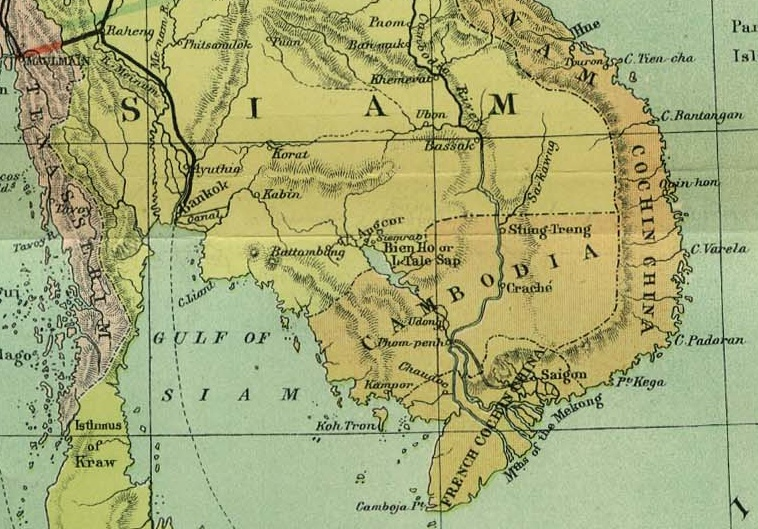
Cochinchina la sud și la est de Cambodgia (harta engleză din 1886)

Cochinchina este o regiune istorică situată în partea de sud a Vietnamului de astăzi, care coincide aproximativ cu regiunile administrative ale Deltei Mekong și ale zonei din sud-estul țării. Această regiune a fost cunoscută sub numele de Cochinchina datorită faptului că portughezii au folosit numele orașului Cochin pentru a desemna India. Navigatorii occidentali au început să folosească acest nume pentru a se referi la regiunea Đà Nẵng, iar mai târziu, numele Cochinchina a fost atașat întregii zone sudice a Vietnamului de astăzi. În secolul al XVI-lea, au existat și alte denumiri pentru regiune, precum Chinecochin sau Champachine.
Este important de menționat că numele Cochinchina a fost folosit în timpul perioadei coloniale franceze, când Vietnamul era împărțit în trei regiuni: Tonkin la nord, Annam în centrul țării și Cochinchina în sud. Această diviziune a fost menținută până în 1954, când în urma Acordului de la Geneva, Vietnamul a fost împărțit în două părți: Vietnamul de Nord și Vietnamul de Sud.

## Istorie

### Arheologie
Dovezi arheologice atestă faptul că regiunea Cochinchina a fost locuită cu peste două mii de ani în urmă. Regatele din jurul vechiului oraș Angkor Borey, situat în provincia cambodgiană Takeo și al vechiului port Óc Eo, aflat în prezent în provincia vietnameză An Giang, datează din secolul I î.Hr.
În secolul al II-lea d.Hr., emisarii chinezi care au vizitat regiunea au descris un regat pe care l-au numit Fou-nan. Acest regat a fost de asemenea menționat în cronicile chinezești din secolul al III-lea și al IV-lea d.Hr. 

### Stăpânirea Imperiului Khmer
Conform cercetărilor arheologului Miriam Stark, care a condus săpături în zonă începând din anul 1999, Imperiul Khmer, care a stăpânit regiunea între secolele al IX-lea și al XVII-lea, a fost doar unul dintre ultimele regimuri care au domnit în zona de sud a Deltei Mekong.
În anul 1623, pe măsură ce Imperiul Khmer a început să intre în declin, regele cambodgian Chey Chettha al II-lea (1618-1628) a permis refugiaților annamezi să se stabilească în zona Prey Nokor, un fost sat de pescari construit pe mlaștini care a devenit principalul port maritim al imperiului. Acești refugiați fugeau de războiul civil dintre Trinh și Nguyễn, care a devastat regiunea centrală a Vietnamului. Această mișcare a dus la o creștere a influenței vietnameze în zonă și a pregătit terenul pentru formarea statului vietnamez modern. 

### Stăpânirea Imperiului Annam
În secolul al XVII-lea, în Đại Việt, declinul dinastiei Lê a dus la divizarea de facto a țării, care a fost controlată de două familii rivale de lorzi: familia Trịnh, care domina nordul, și familia Nguyễn, care controla sudul. Începând cu acea perioadă, termenul Cochinchina a fost folosit în Occident pentru a desemna teritoriul familiei Nguyễn, în timp ce zona controlată de familia Trịnh în nord era numită Tonkin. Termenul Annam era utilizat în Occident pentru a se referi la întreaga țară, Đại Việt. În anul 1802, familia Nguyễn a reușit să preia controlul întregii țări. Cu toate acestea, termenul Cochinchina a continuat să fie folosit pentru a se referi la Vietnamul de Sud.
În anul 1698, prințul Nguyễn Hữu Cảnh a fost trimis de curtea regală din Hue pentru a stabili o administrație anamită asupra regiunii și pentru a o dezlipi de sub tutela Cambodgiei, care era în declin la acea vreme. Prey Nokor a fost redenumit rapid Saigon (Saigon), iar mai târziu a fost redenumit oficial Ho Chi Minh City în 1975. 
În anul 1757, expansiunea anamită a continuat cu colonizarea provinciilor Psar Dèk (redenumită Sa Đéc, care astăzi aparține provinciei Đồng Tháp) și Moat Chrouk (care va deveni Châu Dôc).
Episcopul Pigneau de Behaine, protectorul viitorului împărat Gia Long și episcop în Cochinchina, a jucat un rol important în apropierea regatului Franței și a curții din Hué pentru a consolida poziția familiei Nguyễn. Acest lucru a fost realizat prin semnarea Tratatului de la Versailles din 1787. Mai târziu, Pigneau de Behaine a fost tutorele prințului Canh.
Cetatea Saigonului a fost construită de francezul Olivier de Puymanel în anul 1790, conform principiilor de fortificație ale lui Vauban. Francezii au construit și cetatea Dienh Kanh în 1793, iar Puymanel a instruit trupele lui Gia Long în conformitate cu metodele militare franceze.
Începând din anul 1812, regiunea a fost guvernată de viceregele Cochinchinei, Lê Văn Duyệt (1763 - 1832), care a primit acest titlu din partea împăratului Gia Long pentru ajutorul acordat în lupta împotriva dinastiei rivale Tây Sơn.
În secolul al XVII-lea, misionarii spanioli, portughezi și francezi au început să evanghelizeze regiunea. În secolul al XIX-lea, împăratul Minh Mạng a inițiat o represiune sângeroasă împotriva populațiilor sătești convertite la creștinism, ceea ce a dus la o temporară oprire a evanghelizării. Împăratul Tự Đức a emis, de asemenea, noi decrete de persecuție împotriva creștinilor. În această perioadă, misionarul francez Étienne-Théodore Cuenot și alții au fost martirizați.
În decembrie 1845, s-a încheiat un tratat între regele cambodgian Ang Duong și comandanții forțelor anamite și siameze, care a confirmat anexarea definitivă a Deltei Mekongului în beneficiul Vietnamului.
Cu toate acestea, suveranul khmer nu a renunțat la speranța de a recupera aceste provincii într-o zi, așa cum a arătat în scrisoarea sa din 1856 către Napoleon al III-lea, în care a confirmat că Cambodgia nu renunță deloc la drepturile sale.

### Sosirea francezilor
În 1848, sub domnia împăratului Tự Đức, a început un al doilea val de represiune împotriva creștinilor. Acest lucru a dus la intervenția marinei lui Napoleon al III-lea în septembrie 1858 la Tourane, sub pretextul umanitar, dar și pentru a concura cu Imperiul Britanic în cursa pentru comerțul cu China.
Situația s-a schimbat la 17 februarie 1859, când un corp expediționar francez a debarcat în Delta Mekongului, la câteva luni după capturarea Tourane. La 5 iulie 1862, împăratul de Annam Tự Đức a fost nevoit să cedeze Franței provinciile Đồng Nai, Gia Dinh și Vinh Tuong prin primul tratat de la Sài Gòn. Aceste trei provincii, împreună cu Poulo Condor, au format regiunea cunoscută sub numele de Cochinchina.
Amiralul de La Grandière, numit guvernator, a dorit să stabilească prezența franceză și să dezvolte portul Saigon pentru a contracara influența crescândă a orașului Singapore, aflat în mâinile britanicilor.
Începând din martie 1866, forțele imperiale franceze au jucat pe antagonismele interetnice și au folosit luptători khmer krom pentru a investi provinciile Vĩnh Long, Hà Tiên și Châu Dôc, care au fost anexate la posesiunile franceze în 1867. Amiralul Dupré a guvernat Cochinchina din 1871 până în 1874.
La trei ani după căderea celui de-al Doilea Imperiu, un al doilea Tratat de la Saigon, semnat la 15 martie 1874, a confirmat suveranitatea deplină a Franței asupra acestor trei provincii nou-anexate, ceea ce a dus la formarea coloniei franceze Cochinchina. Partea anexată de francezi fusese numită până atunci "Basse-Cochinchine", iar Cochinchina însăși era considerată întregul Vietnam de Sud. De la cucerirea franceză, numele Cochinchina a devenit cel al fostei Basse-Cochinchine.

### În cadrul Indochinei franceze

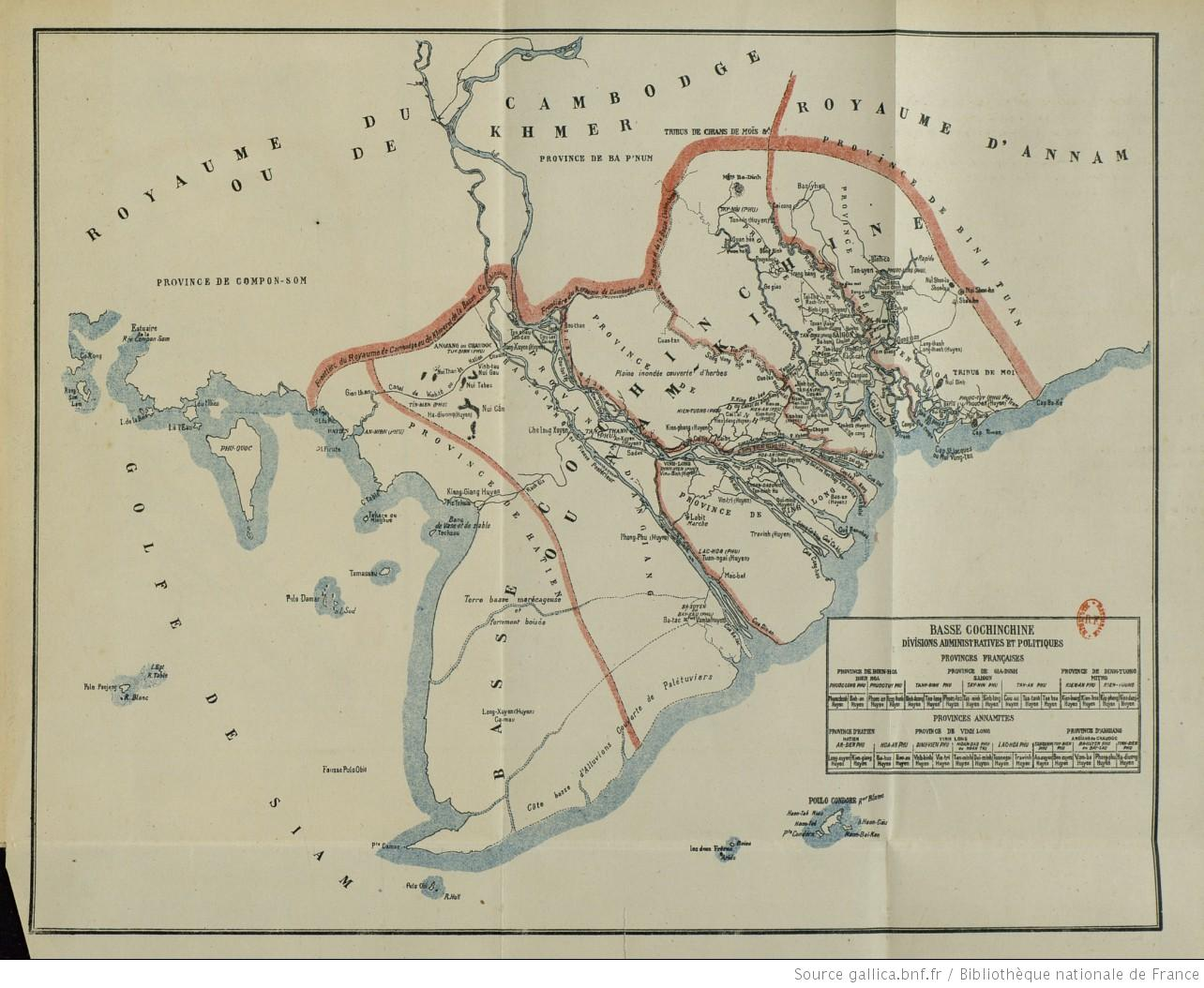
Harta Chochinchinei Inferioare în 1861

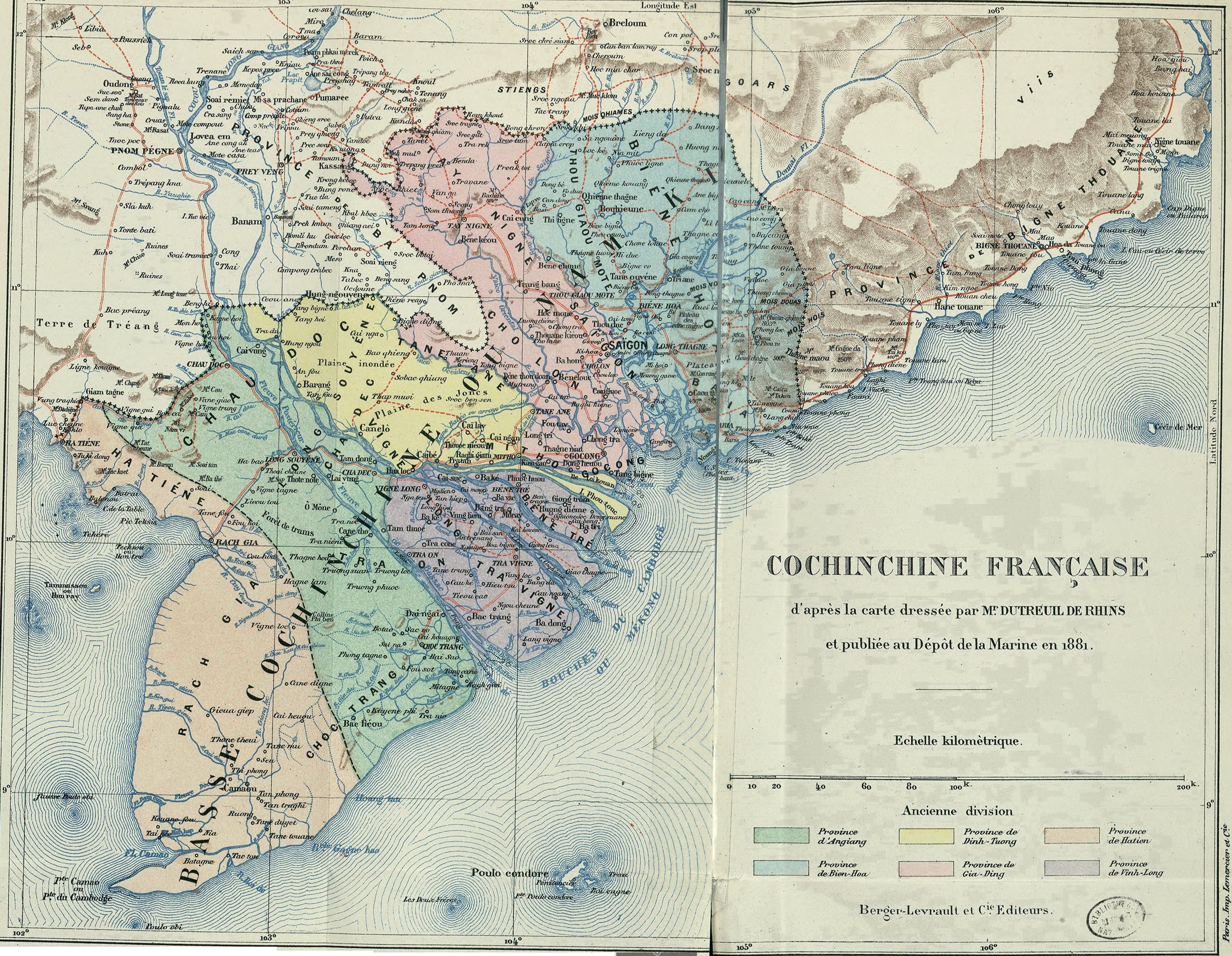
Colonia Cochinchina în 1881

Indochina franceză

Capitala Cochinchinei era orașul Saigon, care a fost și capitala Uniunii Indochineze între 1887 și 1901, înainte de a fi înlocuită de Hanoi. Vicariatul Apostolic al Cochinchinei de Vest, care a devenit Vicariatul Apostolic de Saigon în 1924, își avea sediul aici. Teritoriul coloniei se întindea pe o suprafață de 67.000 km2.
Cochinchina a servit drept "laborator" pentru francezi în dezvoltarea educației în Indochina și a beneficiat de dezvoltarea rețelei rutiere și a altor infrastructuri. De asemenea, datorită vânzării terenurilor abandonate de autoritățile imperiale în timpul cuceririi, s-a format o clasă de proprietari de terenuri vietnameze.
După formarea Indochinei franceze în 1887, Cochinchina și-a păstrat un statut separat, fiind o colonie administrată în mod direct, în timp ce celelalte țări ale Uniunii Indochineze erau protectorate. Aceasta a dus la dezvoltarea unei culturi distincte în sudul Vietnamului, iar noi religii, cum ar fi caodaismul și secta Hoa Hao, au apărut în secolul al XX-lea. Împreună cu Tonkin, Cochinchina a fost principala forță economică a Indochinei, cu un sector dinamic al plantațiilor. Aclimatizarea arborelui de cauciuc a avut loc în 1897, iar ulterior Cochinchina a cunoscut un boom economic în perioada interbelică.
În timpul celui de-al Doilea Război Mondial, Cochinchina a fost ocupată de Japonia începând din 1941. După lovitura de forță din 9 martie 1945, japonezii au menținut un regim de administrație directă, iar abia în august 1945 au autorizat atașarea acesteia la Imperiul "independent" al Vietnamului, proclamat în martie. În timpul revoluției din august, Viet Minh-ul comunist, care a cucerit Tonkinul, nu a reușit decât imperfect să preia controlul asupra Cochinchinei, unde au debarcat britanicii. În septembrie, un val de agresiuni și de masacre ale "colaboratorilor" francezi sau vietnamezi a avut loc pe teritoriul sudic. În octombrie, amiralul Thierry d'Argenlieu, numit Înalt Comisar pentru Indochina, a debarcat la Saigon; din Cochinchina, francezii au început apoi reconquista Indochinei.
Statutul Cochinchinei, a cărei atașare la restul Vietnamului este revendicată de Ho Chi Minh, este atunci principala piatră de poticnire în negocierile dintre Franța și Viet Minh. În iunie, d'Argenlieu autorizează proclamarea unei "Republici autonome a Cochinchinei", ceea ce contribuie la eșecul Conferinței de la Fontainebleau și apoi la declanșarea Războiului din Indochina. În iulie 1949, după înlăturarea obstacolelor juridice, Cochinchina a putut fi reunită cu restul teritoriului vietnamez, ceea ce a făcut posibilă proclamarea oficială a statului Vietnam. În 1951, Thai Lap Thanh a devenit guvernator al Vietnamului de Sud (fosta Cochinchina), membru al statului Vietnam.
La momentul acordurilor de la Geneva din 21 iulie 1954, care au pecetluit independența totală a Vietnamului, țara era împărțită de paralela 17, cu Republica Democratică Vietnam condusă de Ho Chi Minh în nord și Vietnamul de Sud (compus din Cochinchina și sudul Annam) în sud. Ultimii soldați francezi au evacuat Saigonul la 10 aprilie 1956.

## În cadrul Republicii Vietnam

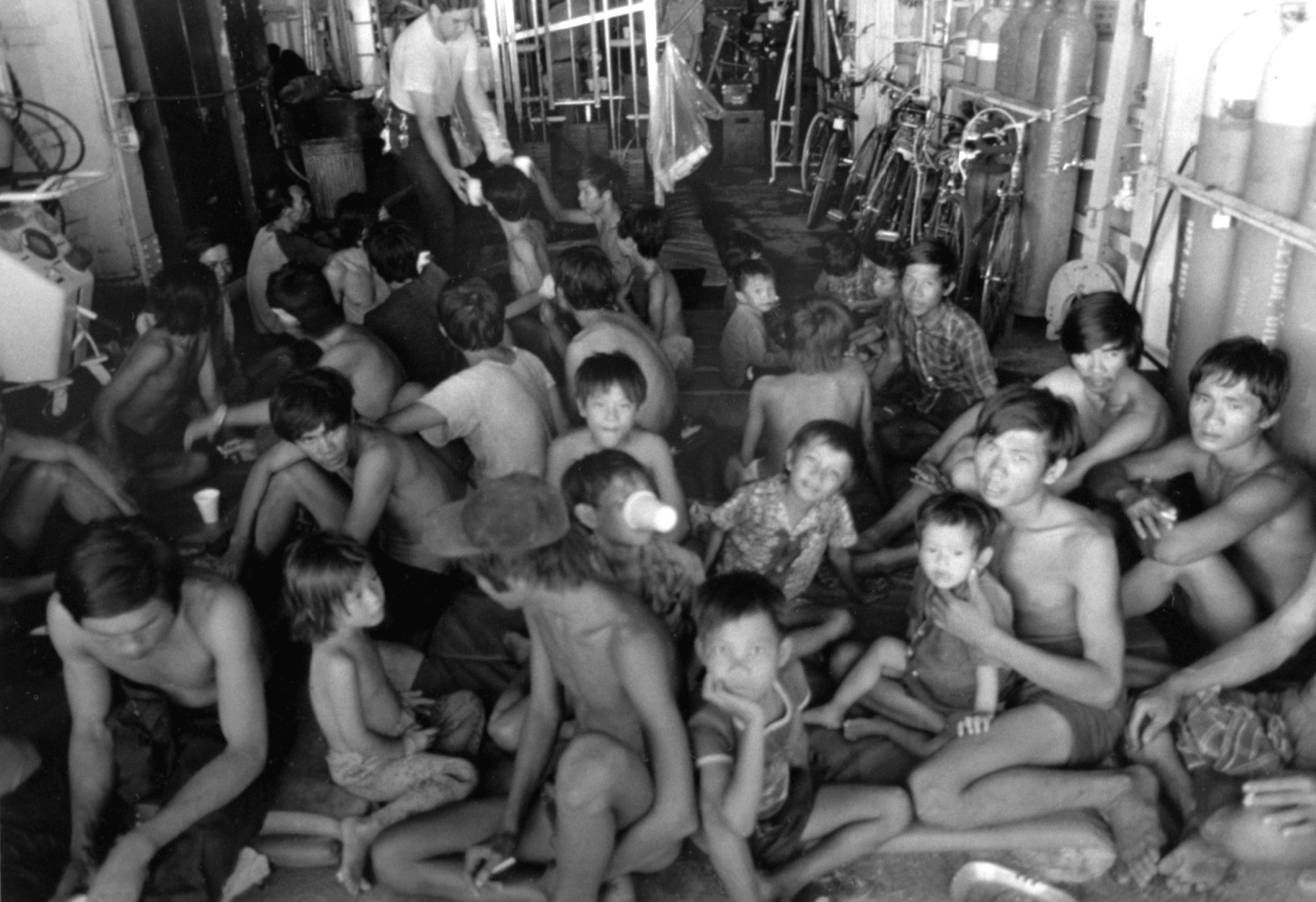
Refugiați vietnamezi

După crearea statului Vietnam în 1954, istoria Cochinchinei s-a contopit cu cea a Republicii Vietnam (cunoscută mai degrabă sub numele de Vietnamul de Sud, 1955-1975), a cărei capitală era Saigon.
De atunci, mișcarea Viet Cong a început să se infiltreze tot mai mult în Vietnamul de Sud, organizând un război de gherilă. Statele Unite au decis să intervină în 1961, iar primele bombardamente masive asupra nordului au început în 1965. Acesta a fost începutul Războiului din Vietnam și al americanizării țării. În ciuda acestui fapt, numeroși francezi cooperanți, inclusiv în diverse licee franceze din Saigon și Danang (Tourane), lucrători din domeniul sănătății, clerici și unii oameni de afaceri francofoni, au continuat să trăiască în sudul țării până în 1975. Invazia nordului în sud, odată cu căderea Saigonului în aprilie, a dus la încetarea definitivă a oricărei prezențe franceze. A fost, de asemenea, sfârșitul limbii franceze în Vietnam, în favoarea limbii engleze.
În 1976, Saigonul a fost redenumit oficial Ho Chi Minh City, după numele fondatorului Partidului Comunist Vietnamez și al Viet Minh. Scopul a fost acela de a umili un oraș învins. Cu toate acestea, majoritatea locuitorilor încă îl numesc Saigon.
Sute de mii de refugiați, numiți "boat people", au început să fugă din Cochinchina și din sudul țării. În decursul a zece ani, conform Înaltului Comisariat al Națiunilor Unite pentru Refugiați, 250.000 dintre ei au murit pe mare.

## Cochinchina în prezent
În prezent, teritoriul fostei Cochinchine cuprinde regiunile administrative actuale ale Vietnamului, respectiv Delta Mekongului (Đồng bằng sông Cửu Long) și sud-estul (Đông Nam Bộ), cu o populație de 27.840.598 de locuitori, conform ultimului recensământ, pe o suprafață de 74.445 km2. Acești locuitori sunt distribuiți în mai multe provincii, printre care se numără:
- An Giang
- Bà Rịa–Vũng Tàu
- Bến Tre
- Bình Dương
- Bình Phước
- Bình Thuận
- Cà Mau
- Đồng Nai
- Hậu Giang
- Khánh Hòa
- Kiên Giang
- Lâm Đồng
- Long An
- Ninh Thuận
- Sóc Trăng
- Tây Ninh
- Tiền Giang
- Trà Vinh
- Vĩnh Long
- Bình Định (parțial)

## Mențiuni în cultura populară
În filmul "OSS 117: Rio ne répond plus", regizat de Michel Hazanavicius, personajul principal Hubert Bonisseur de La Bath, interpretat de actorul Jean Dujardin, se apără de acuzația de rasism față de chinezi prin declarația stângace că a trăit mult timp în Cochinchina. Acest comentariu face referire la perioada colonială franceză din Vietnam, în care Cochinchina a fost o colonie franceză, iar relațiile rasiale și culturale erau tensionate. Filmul este o comedie de acțiune și este o parodie a filmelor de spionaj din anii 1960, perioada în care se desfășoară acțiunea filmului.